# Tuol Sleng
Muzeum Ludobójstwa Tuol Sleng – muzeum w Phnom Penh, stolicy Kambodży. Miejsce to jest dawną szkołą średnią zamienioną w niesławne Więzienie Bezpieczeństwa 21 (S-21) przez reżim Czerwonych Khmerów od momentu objęcia władzy w 1975 aż do jego upadku w roku 1979. Tuol Sleng w języku khmerskim [tuəl slaeŋ] oznacza „Wzgórze Zatrutych Drzew” lub „Wzgórze Strychniny”.

## Historia

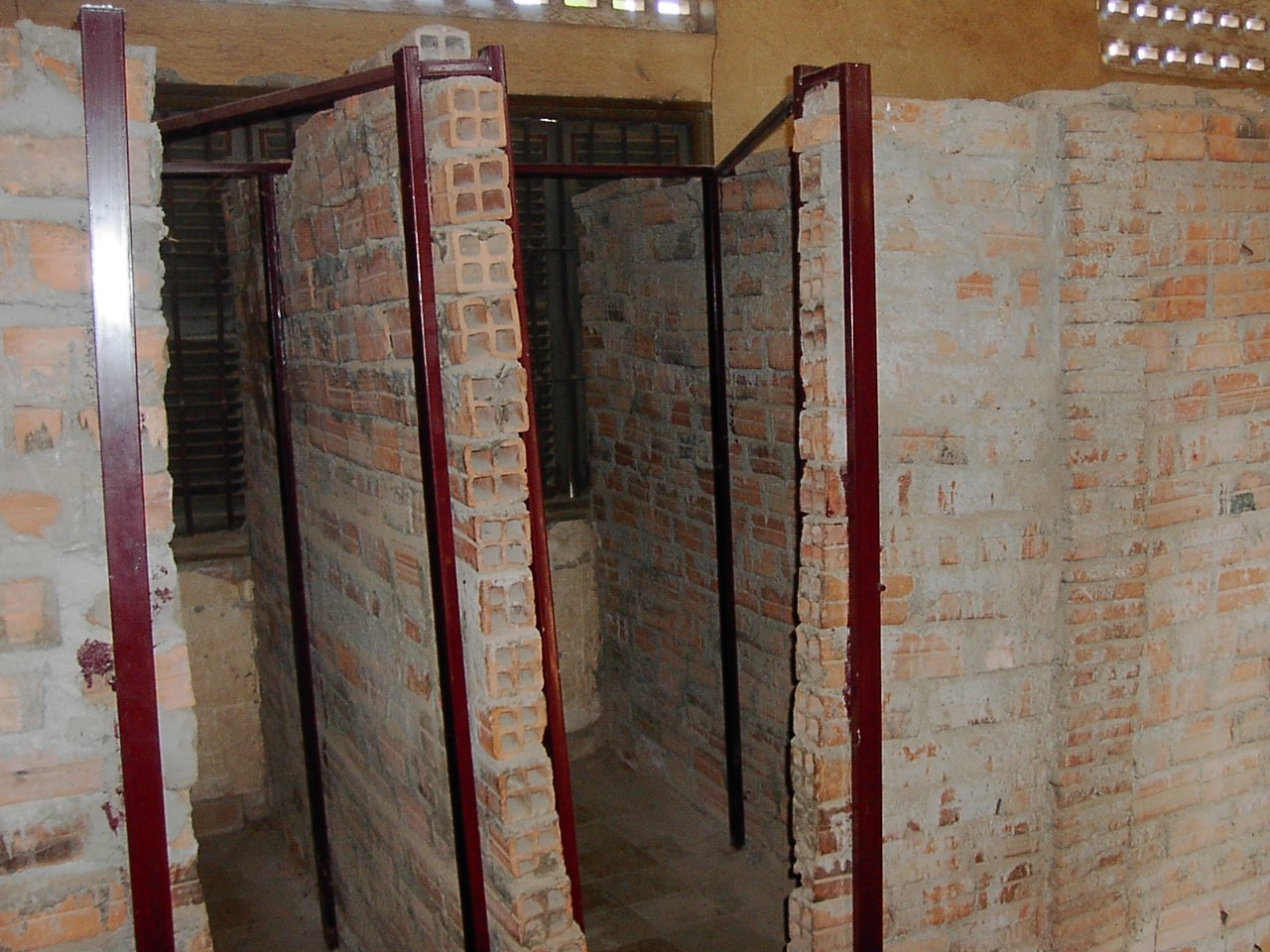
Wiele pomieszczeń zamienionych zostało w cele

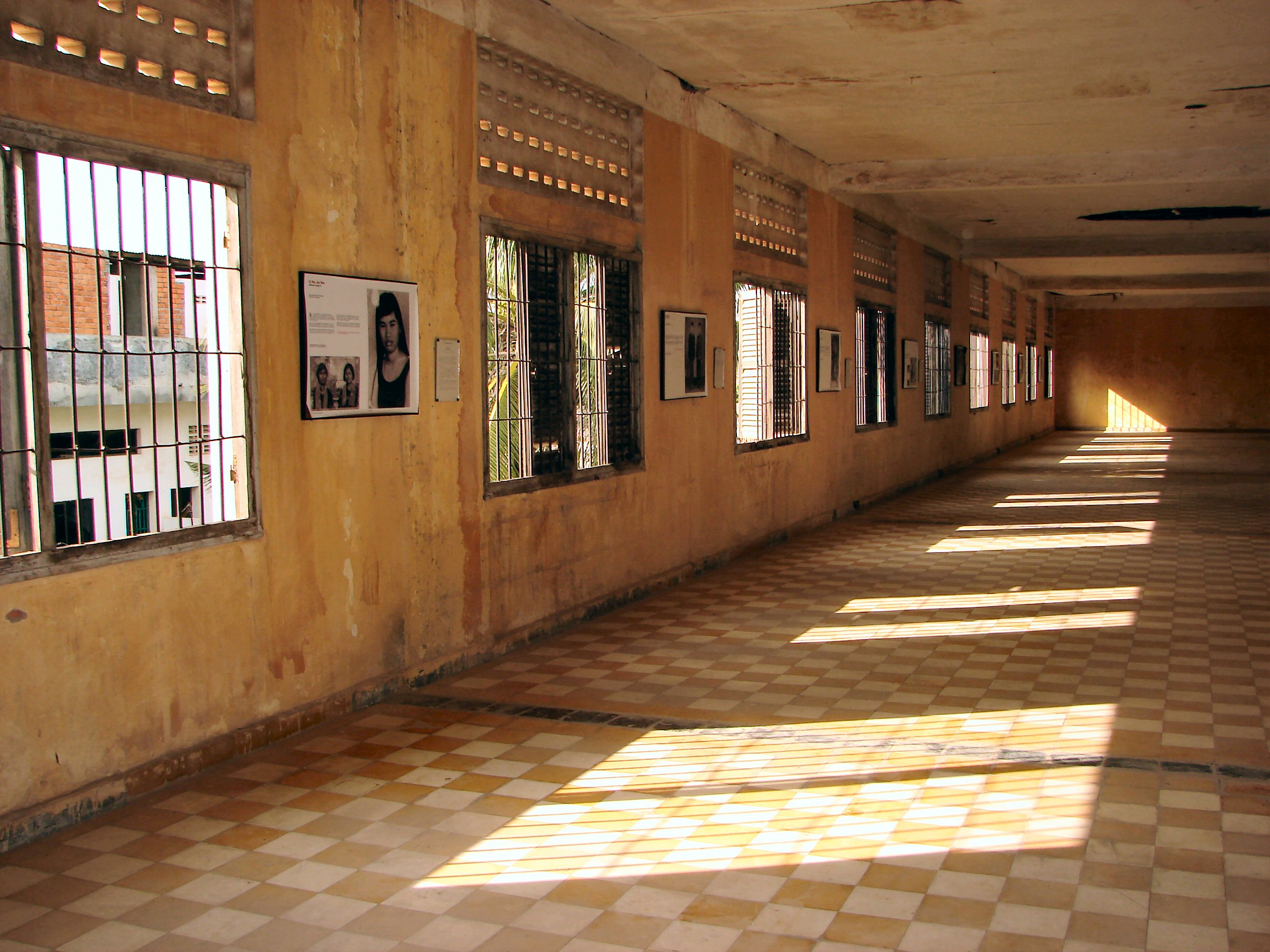
Wnętrze muzeum

Dawna szkoła średnia Tuol Svay Prey, nazwana na cześć przodka króla Norodoma Sihanouka, to kompleks pięciu budynków, który został zamieniony w sierpniu 1975 roku, cztery miesiące po wygranej przez Czerwonych Khmerów wojnie domowej, w więzienie i centrum przesłuchań. Czerwoni Khmerzy nazwali kompleks „Więzienie Bezpieczeństwa 21” (S-21) i rozpoczęli prace nad dostosowaniem go do przyjęcia więźniów: budynki otoczono drutem kolczastym pod napięciem, klasy zamieniono w małe sale przesłuchań i cele, a wszystkie okna wyposażono w kraty i drut kolczasty, aby zapobiec ucieczkom.
Szacuje się, że od roku 1975 do 1979 w Tuol Sleng było więzionych siedemnaście tysięcy ludzi (niektóre szacunki sięgają 20 tys., lecz prawdziwa liczba nie jest znana). Więźniowie byli łapani na terenie całego kraju i zazwyczaj byli oni byłymi członkami Czerwonych Khmerów oraz żołnierzami oskarżonymi o zdradę partii i rewolucji. Pośród aresztowanych byli najwyżsi rangą politycy komunistyczni jak Khoy Thoun, Vorn Vet i Hu Nim. Chociaż oficjalną przyczyną aresztowań było „szpiegostwo”, ludzie ci mogli być uznani przez lidera Czerwonych Khmerów Pol Pota jako potencjalni liderzy wystąpień przeciwko niemu. Rodziny więźniów często były zabierane en masse w celu przesłuchania i późniejszego zabójstwa w Choeung Ek.
Chociaż większość ofiar to obywatele Kambodży, więziono również obcokrajowców w tym Wietnamczyków, Laotańczyków, Hindusów, Pakistańczyków, Brytyjczyków, Amerykanów, Nowozelandczyków i Australijczyków.
Po zwycięstwie Czerwonych Khmerów w wojnie domowej większość obcokrajowców została wydalona z kraju, a ci, którzy pozostali, zostali uznani za zagrożenie. Kilkunastu obywateli świata zachodniego przeszło przez S-21 między kwietniem 1976 a grudniem 1978. Większość z nich została pojmana na morzu przez łodzie patrolowe Czerwonych Khmerów. Pomiędzy nimi znalazło się czterech Amerykanów, trzech Francuzów, dwóch Australijczyków, Brytyjczyk i Nowozelandczyk. Jednym z ostatnich więźniów zmarłych w Tuol Sleng był Amerykanin Michael Scott Deeds, schwytany ze swoim przyjacielem Chrisem De Lance podczas żeglugi z Singapuru na Hawaje.
7 stycznia 1979 więzienie zostało zdobyte przez nacierającą armię wietnamską. W 1980 więzienie zostało udostępnione jako muzeum upamiętniające działalność reżimu Czerwonych Khmerów. Jest ono czynne do dziś i dziennie odwiedza je około 500 turystów.

### Życie w więzieniu
Po dotarciu do więzienia, więźniowie byli fotografowani i podawali swoje szczegółowe biografie, począwszy od dzieciństwa a kończąc na aresztowaniu. Następnie byli zmuszani do rozebrania się do bielizny i konfiskowano ich własność. Potem więźniowie byli zabierani do cel. Ci zabrani do mniejszych cel byli przykuwani do ściany lub betonowej posadzki. Przetrzymywani w większych celach grupowych byli przykuwani do długich sztab żelaznych. Kajdany były przytwierdzone do sztab naprzemiennie; więźniowie leżeli z głowami w przeciwnych kierunkach. Spali na podłodze bez mat, moskitier ani prześcieradeł. Rozmowy były zakazane.
Dzień w więzieniu zaczynał się o 4:30 rano kiedy więźniowie rozbierali się do inspekcji. Strażnicy sprawdzali czy kajdany się nie poluzowały i czy więźniowie nie ukrywali przedmiotów, które mogłyby służyć do popełnienia samobójstwa. Przez lata kilku więźniów zdołało je popełnić, więc strażnicy sprawdzali cele i kajdany bardzo dokładnie. Więźniowie otrzymywali niewielkie porcje kleiku ryżowego i wodnistej zupy z liści dwa razy dziennie. Picie wody bez pytania o pozwolenie groziło ciężkim pobiciem. Aresztowani byli myci co cztery dni.

### Tortury i eksterminacja

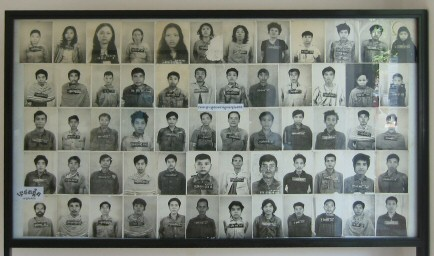
Wystawa fotografii ofiar ludobójstwa

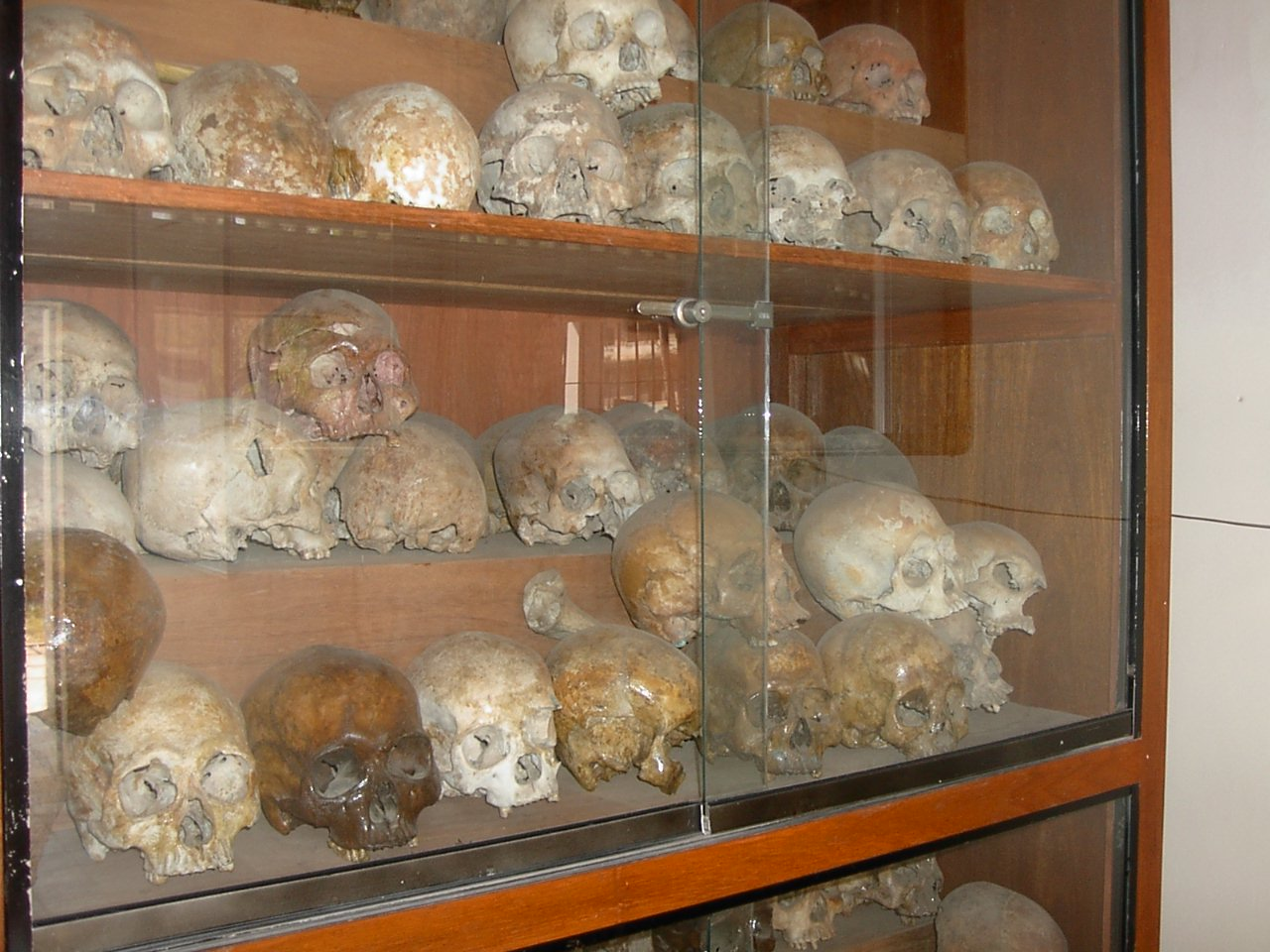
Gablota wypełniona czaszkami

Większość więźniów była przetrzymywana w S-21 od dwóch do trzech miesięcy. Kilkunastu wysokich rangą oficerów Czerwonych Khmerów przetrzymywano dłużej. W ciągu dwóch, trzech dni po przywiezieniu do S-21 wszyscy byli zabierani na przesłuchanie. System tortur w Tuol Sleng został wymyślony tak, żeby więźniowie przyznawali się do wszystkich przestępstw, o które zostali oskarżeni. Więźniowie byli bici, traktowani elektrowstrząsami, przypalani rozżarzonym metalem i wieszani. Niektórzy byli kaleczeni nożem lub duszeni plastikową torbą. Inne metody wymuszania zeznań to wyrywanie paznokci i polewanie alkoholu na rany, przetrzymywanie głowy pod wodą i waterboarding. Kobiety były czasem gwałcone przez śledczych pomimo to, że wykorzystywanie seksualne było niezgodne z polityką Demokratycznej Kampuczy. Wielu więźniów umierało podczas tortur, choć nie było to zalecane przez reżim, ponieważ Czerwoni Khmerzy potrzebowali ich zeznań.
W swoich zeznaniach więźniowie byli pytani o pochodzenie. Jeśli byli członkami partii, musieli powiedzieć kiedy dołączyli do rewolucji i opisać swoje umiejscowienie w strukturach partii. Następnie mieli relacjonować swoje zdradzieckie działania w porządku chronologicznym. Trzecią częścią zeznań był opis udaremnionych konspiracji i przypuszczalnych zdradzieckich rozmów. Na koniec zeznania była lista zdrajców, którzy byli przyjaciółmi, współpracownikami i znajomymi przesłuchiwanego. Niektóre listy zawierały ponad setkę nazwisk a ludzie, których nazwiska znalazły się na liście byli często wzywani na przesłuchanie.
Typowe zeznanie dochodziło do tysiąca słów, w których przesłuchiwany przeplatał prawdziwe wydarzenia ze swojego życia z wymyślonymi przypadkami szpiegowskich działań dla CIA, KGB lub Wietnamu. Zeznanie Hu Nima kończyło się słowami „Nie jestem istotą ludzką, jestem zwierzęciem”. Młody Anglik John Dawson Dewhirst aresztowany w sierpniu 1978 twierdził, że wstąpił do CIA w wieku 12 lat po tym jak jego ojciec otrzymał znaczną łapówkę od swojego kolegi z pracy, również agenta CIA. Tortury fizyczne były łączone z pozbawianiem snu i upokarzaniem więźniów. Narzędzia tortur znajdują się na wystawie w muzeum. Ogromna większość więźniów była niewinna oskarżeń im stawianych, a zeznania wymuszane były torturami.
Przez pierwszy rok działania S-21 zwłoki były grzebane w okolicach więzienia. Jednakże z końcem 1976 zabrakło miejsca, więc więźniowie i ich rodziny zabierani byli do centrum egzekucji Choeung Ek piętnaście kilometrów od Phnom Penh. Tam byli zabijani sztabami żelaza, motykami, maczetami i innymi prowizorycznymi narzędziami. Po egzekucji żołnierze, którzy przywozili skazańców z S-21 zakopywali zwłoki w masowych grobach mieszczących od kilku do kilkuset ciał.

### Osoby, które przeżyły Tuol Sleng

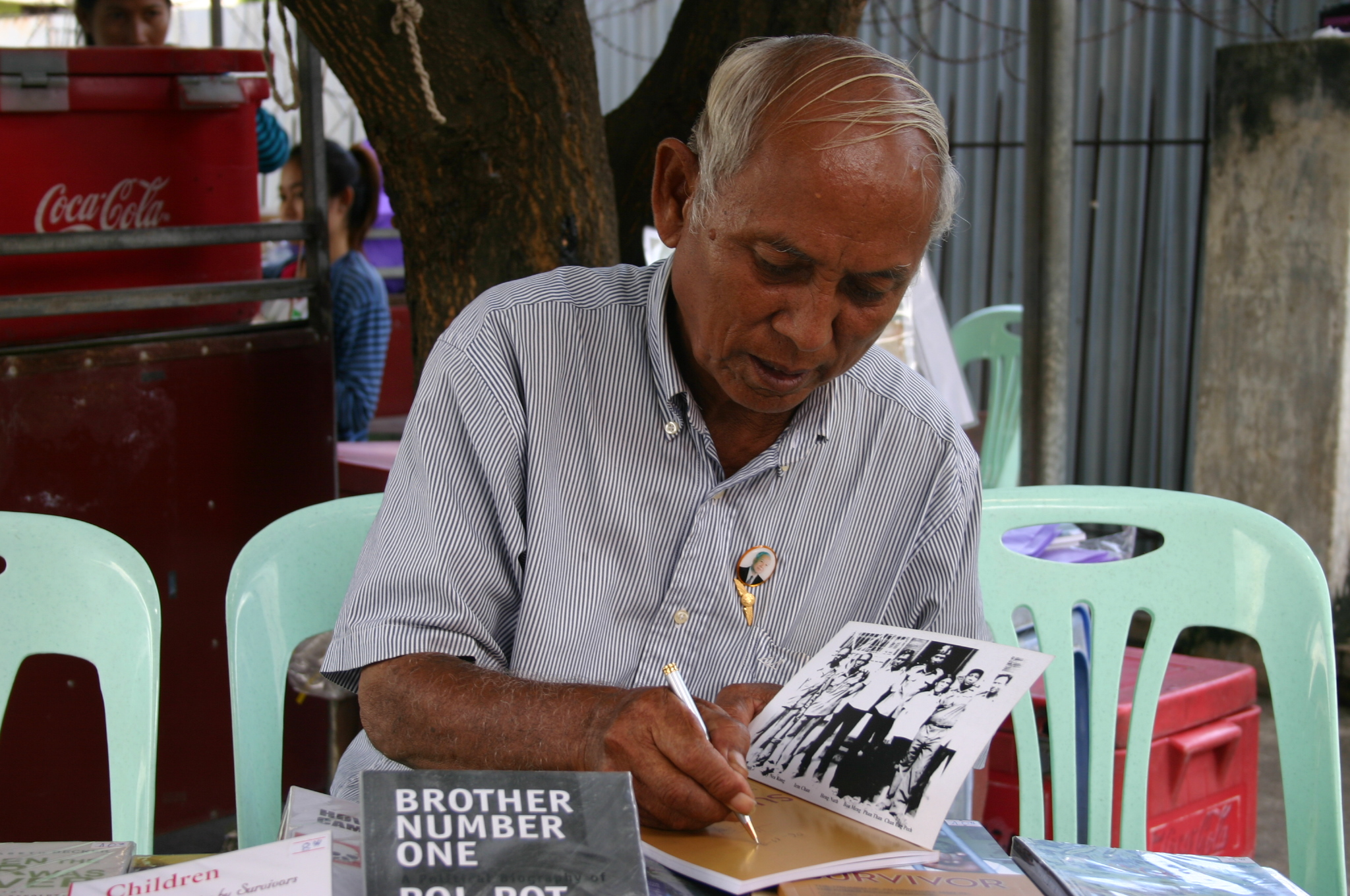
Chum Mey podczas podpisywania swojej książki w Tuol Sleng

Z szacowanych 17 tys. ludzi przetrzymywanych w Tuol Sleng znanych jest jedynie dwanaście osób, które je przeżyły. Cztery z nich żyją w dalszym ciągu: Vann Nath, Chum Mey, Bou Meng oraz Chim Math, jedyna kobieta wśród ocalałych. Wszyscy trzej mężczyźni zostali zachowani przy życiu ponieważ posiadali umiejętności uznane przez oprawców za wartościowe. Vann Nath był artystą i został przydzielony do malowania obrazów Pol Pota. Wiele z jego obrazów przedstawiających wydarzenia, których był świadkiem w Tuol Sleng, znajduje się dziś na wystawie Muzeum Ludobójstwa Tuol Sleng. Bou Meng, którego żona została stracona w więzieniu, również był artystą. Chum Mey przeżył za sprawą swoich umiejętności naprawiania maszyn; obecnie jest Przewodniczącym Stowarzyszenia Ofiar Demokratycznej Kampuczy (Ksaem Ksan). Chim Math była przetrzymywana w S-21 dwa tygodnie a następnie została przeniesiona do pobliskiego więzienia Prey Sar. Przypuszczalnie została oszczędzona ponieważ pochodziła z Kampong Thum w dystrykcie Stoeung, w którym urodził się Kaing Guek Eav, szef więzienia. Podczas przesłuchań wyróżniała się również swoim prowincjonalnym akcentem.

### Pracownicy S-21
W więzieniu zatrudnionych było 1720 ludzi. Wśród nich około 300 było pracownikami biurowymi, wewnętrzną siłą roboczą i śledczymi. Pozostałych 1400 osób było ogólnymi pracownikami, m.in. dostarczycielami żywności. Kilkanaście spośród nich to dzieci odebrane pojmanym rodzinom. Naczelnikiem więzienia był Kaing Guek Eav, znany również jako Towarzysz Duch, były nauczyciel matematyki, bliski współpracownik przywódcy Czerwonych Khmerów, Pol Pota. Inne znaczące figury S-21 to Khim Vat znany jako Hor (zastępca naczelnika), Peng (dowódca strażników), Chan (dowódca jednostki śledczych) i Pon (śledczy). Pon zajmował się przesłuchiwaniem osób ważnych jak Keo Meas, Nay Sarann, Ho Nim, Tiv Ol i Phok Chhay.
Jednostka dokumentacji była odpowiedzialna za przepisywanie zeznań nagranych na taśmy i ręcznych notatek, przygotowywanie podsumowań zeznań i utrzymywanie dokumentacji. W podjednostce fotografii pracownicy robili zdjęcia więźniom nowo przybyłym, zmarłym podczas przesłuchań i zdjęcia ważnych więźniów po egzekucji. Przetrwały tysiące fotografii lecz tysiące zaginęło.
Jednostka ochrony była największą jednostką w S-21. Strażnicy w niej najęci to głównie nastolatkowie. Wielu strażników uznawało rygorystyczne zasady jednostki za trudne do przestrzegania. Strażnikom nie wolno było rozmawiać z więźniami, poznawać ich imion ani ich bić. Zabronione było podglądanie i podsłuchiwanie przesłuchań a także mieli przestrzegać 30 regulacji zakazujących im m.in. drzemek, siedzenia i opierania się o ściany podczas służby. Mieli spacerować strzegąc i dokładnie wszystko sprawdzając. Strażnicy popełniający poważne błędy byli aresztowani, przesłuchiwani, więzieni i zabijani. Większość ludzi zatrudnionych w S-21 obawiała się popełnienia błędu i bała się tortur oraz śmierci.
Jednostka przesłuchań była podzielona na trzy grupy: Krom Noyobai - jednostka polityczna, Krom Kdao - „gorąca” jednostka i Krom Angkiem - jednostka „przeżuwająca”. Gorąca jednostka (nazywana czasami okrutną) miała zezwolenie na tortury. W przeciwieństwie do niej jednostka zimna (czasami nazywana łagodną) miała zakazane używanie tortur do wyciągania zeznań. Jeśli nie mogli skłonić więźnia do zeznań, oddawała go do jednostki gorącej. Jednostka przeżuwająca zajmowała się ciężkimi i ważnymi przypadkami. Śledczy zazwyczaj byli piśmienni i w okolicach 20. roku życia.
Część obsługi Tuol Sleng również kończyła jako więźniowie. Byli oskarżani o lenistwo podczas przygotowywania dokumentów, o uszkodzenia maszyn i innego ekwipunku lub o bicie więźniów na śmierć bez zezwolenia.

### Regulacje bezpieczeństwa

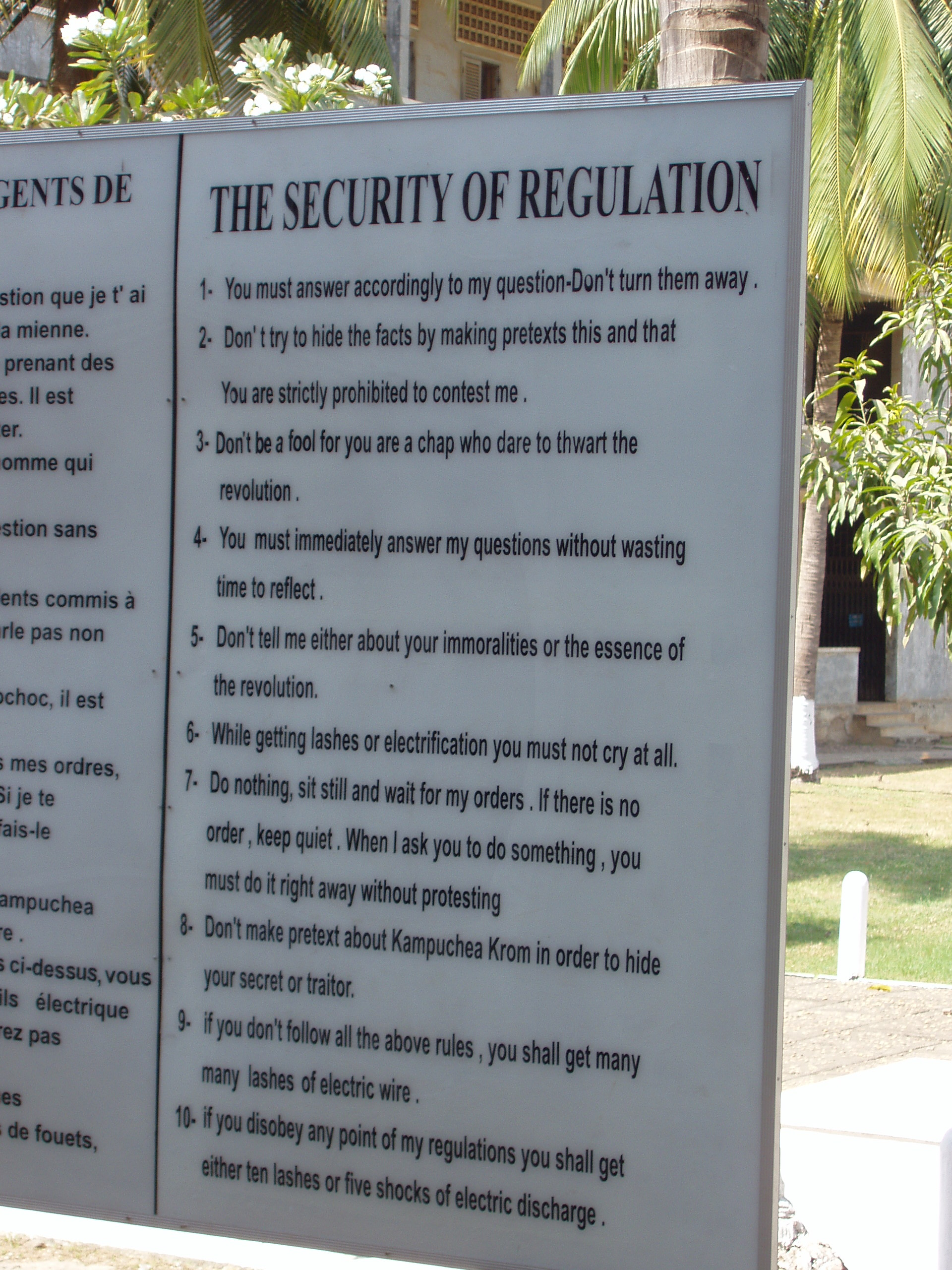
Reguły obozu koncentracyjnego

Po przywiezieniu więźnia do Tuol Sleng zostawały mu przedstawiane reguły, których miał przestrzegać podczas osadzenia. Tablica przedstawiająca te reguły jest dziś wystawiona w muzeum. Niedoskonała gramatyka jest wynikiem niewłaściwego tłumaczenia z khmerskiego na angielski:
1. Musisz odpowiadać zgodnie z moimi pytaniami. Nie odwracaj ich.
2. Nie próbuj ukrywać faktów wymówkami to i tamto, masz jasno zabronione sprzeczać się ze mną.
3. Nie bądź głupcem bo jesteś typkiem, który śmiał stać na przeszkodzie rewolucji.
4. Musisz natychmiast odpowiadać na moje pytania bez marnowania czasu na namyślanie się.
5. Nie mów mi ani o swoich niemoralnościach ani o istocie rewolucji.
6. Podczas chłosty lub porażania prądem nie możesz krzyczeć.
7. Nie rób nic, siedź w miejscu i czekaj na moje rozkazy. Jeśli nie ma żadnych rozkazów bądź cicho. Kiedy każę ci coś zrobić masz to zrobić od razu, bez protestów.
8. Nie wymawiaj się Kampuchea Krom w celu ukrycia sekretu lub zdrajcy.
9. Jeśli nie przestrzegasz wszystkich powyższych reguł dostaniesz wiele, wiele batów przewodem elektrycznym.
10. Jeśli sprzeciwiasz się któremukolwiek z punktów moich regulacji dostaniesz dziesięć batów lub pięć porażeń prądem.

### Odkrycie Tuol Sleng

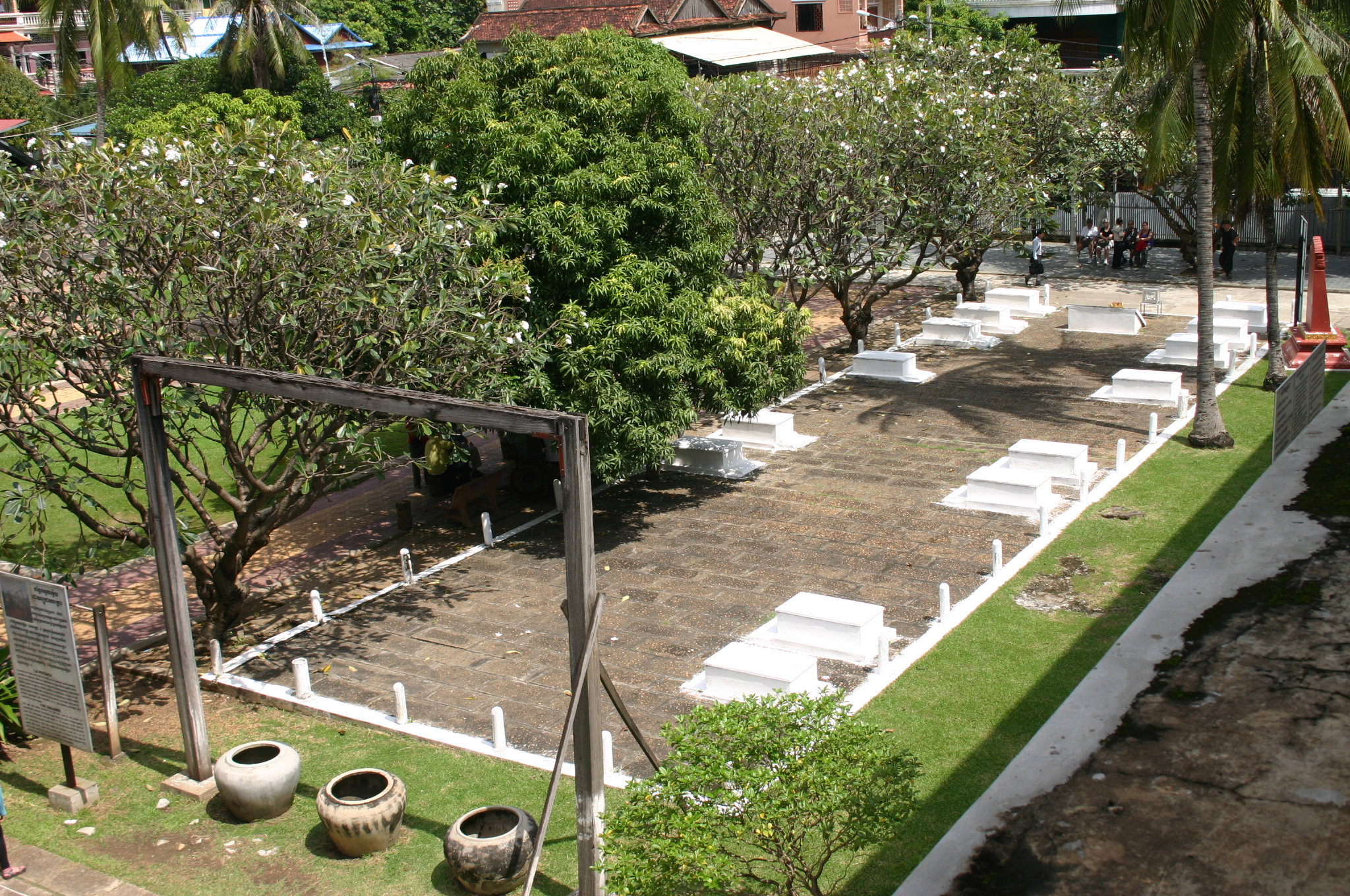
Groby ostatnich ofiar Tuol Sleng zamordowanych w celach tuż przed wkroczeniem Wietnamczyków

Ho Van Tay, wietnamski fotograf wojenny, był pierwszą osobą z mediów, która w 1979 roku przedstawiła światu Tuol Sleng. Van Tay i jego współpracownicy podążali za fetorem gnijących ciał do bram Tuol Sleng. Zdjęcia Van Taya dokumentujące to, co zobaczył po wejściu, są wystawione dziś w Tuol Sleng.
Czerwoni Khmerzy wymagali od obsługi więzienia szczegółowych akt wszystkich więźniów. Do dokumentacji dołączane były fotografie. Ponieważ oryginalne negatywy i zdjęcia były rozdzielone z aktami w okresie 1979-1980, większość zdjęć do dziś pozostaje anonimowymi.
Zdjęcia są obecnie wystawiane w muzeum Tuol Sleng i na Uniwersytecie Cornella.

## Tuol Sleng obecnie

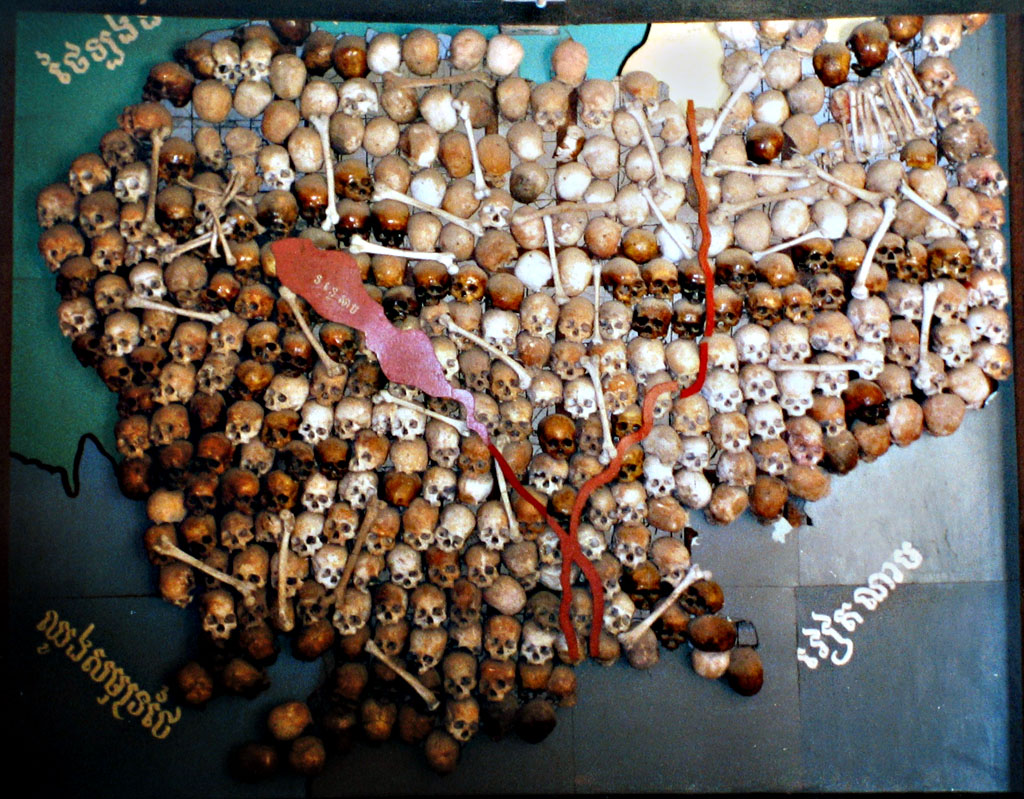
"Mapa z czaszek"

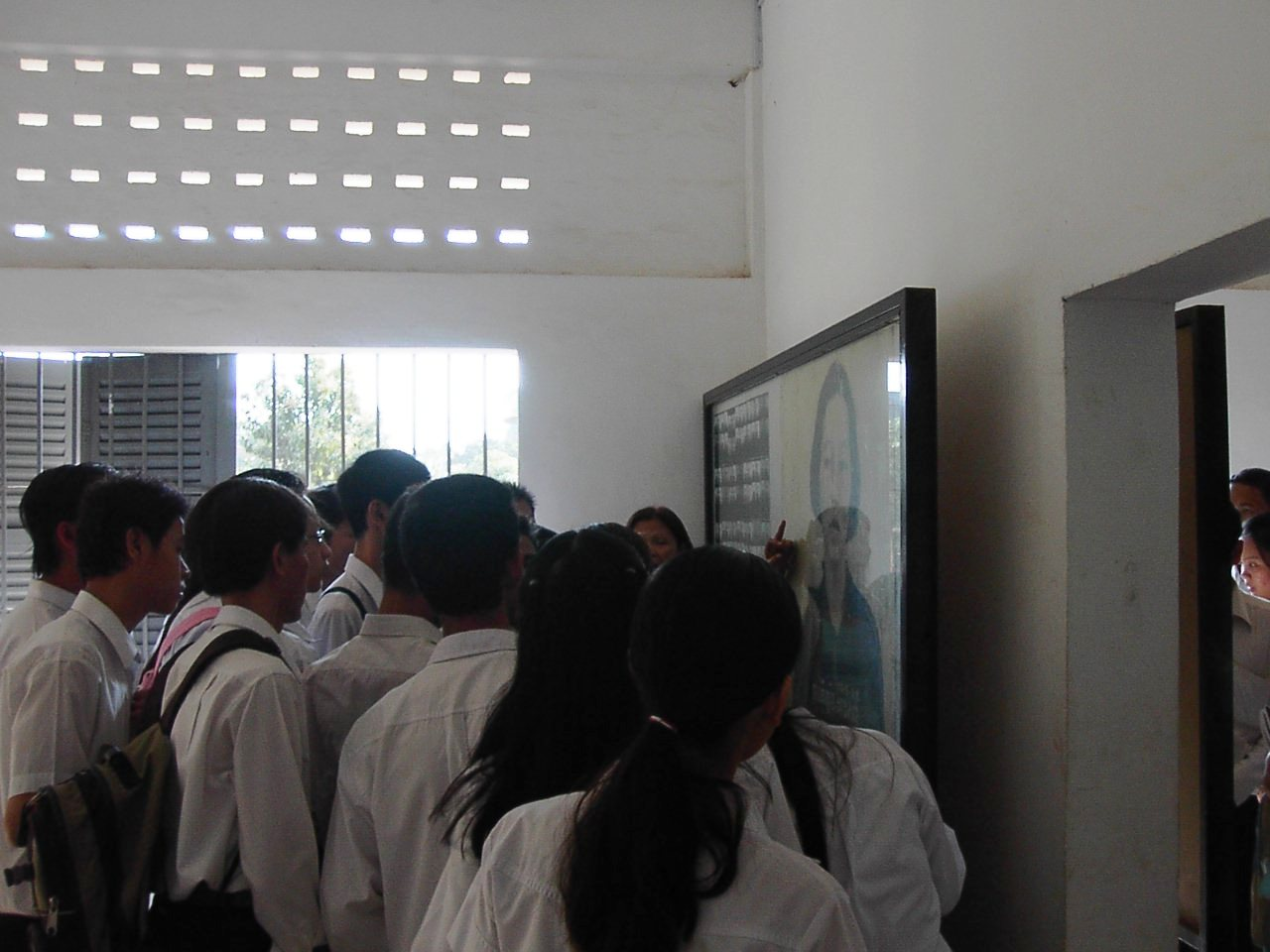
Wycieczka kambodżańskich uczniów

Budynki Tuol Sleng są zachowane w stanie, w jakim zostały porzucone przez Czerwonych Khmerów w 1979 roku. Reżim trzymał obszerną dokumentację, włączając w to tysiące fotografii. Kilkanaście pomieszczeń muzeum jest teraz pokrytych od podłogi do sufitu czarno-białymi zdjęciami wielu z więźniów, którzy przeszli przez S-21.
Inne pomieszczenia zawierają jedynie zardzewiałe ramy łóżek poniżej biało-czarnej fotografii przedstawiającej pomieszczenie w stanie, w jakim zostało znalezione przez Wietnamczyków. Na każdym zdjęciu jest przykute do łóżka, powykręcane ciało więźnia, zabitego przez uciekających oprawców na kilka godzin przed oswobodzeniem. W niektórych pomieszczeniach znajdują się sztaby żelaza i inne narzędzia tortur. Znajdują się tam razem z obrazami byłego więźnia Vanna Natha, pokazującymi torturowanych ludzi.
Najbardziej znanym eksponatem z muzeum Tuol Sleng jest mapa z czaszek, olbrzymia mapa Kambodży ułożona z 300 czaszek i kości znalezionych przez Wietnamczyków podczas okupacji Kambodży, mająca przypominać okrutne wydarzenia z więzienia. Mapa została rozebrana w 2002 roku, ale czaszki części ofiar w dalszym ciągu znajdują się na wystawie muzeum.
Dzisiaj muzeum jest publicznie dostępne i razem z Choeung Ek (Polami Śmierci) jest jednym z najważniejszych punktów dla turystów odwiedzających Kambodżę. Pomimo drastycznych obrazów przedstawionych w muzeum, jest ono również odwiedzane przez duże grupy uczniów z kambodżańskich szkół.